# Fu Su
 (juin 2012).
Si vous disposez d'ouvrages ou d'articles de référence ou si vous connaissez des sites web de qualité traitant du thème abordé ici, merci de compléter l'article en donnant les références utiles à sa vérifiabilité et en les liant à la section « Notes et références ».
Fu Su (夫蘇) de son nom complet, Ying Fusu (嬴夫蘇) était le prince héritier de Qin Shi Huang. Victime d'une falsification des dernières volontés de son père, le Premier Empereur, il se suicida pour lui obéir en -210. Dans le véritable testament de son père, il était le véritable successeur au trône de l'empire et non son frère cadet Huhai. Avant la mort de son père, il avait été exilé le long de la Grande Muraille pour lutter contre les Xiongnu, en réponse à une querelle qu'il avait eu avec son père au sujet des lettrés confucéens et de l'autodafé des classiques.